# Arif Alasgarov
Arif Alasgarov (né le 18 mars 1944 à Bakou) est un peintre, graphiste, professeur et peintre émérite de la république d'Azerbaïdjan.

## Biographie
Arif Alasgarov est né le 18 mars 1944 à Bakou. En 1959-1964, il a étudié au collège d'art d'État d'Azerbaïdjan Azim Azimzade. Depuis 2008, il est professeur et chef du département d'art à l'université technique de la mer Noire à Trabzon. Depuis 2016, il travaille comme professeur à l’Académie des beaux-arts d'Azerbaïdjan. Alasgarov est membre de l'Union des Artistes de l'URSS depuis 1975.

## Prix
- Artiste émérite de la république d'Azerbaïdjan[5]
- Ordre du travail[6]
- Prix de l'Union des Artistes de l'URSS
- Prix de Soltan Muhammad